# Thick of It
Thick of it é un singolo del rapper britannico KSI pubblicato il 3 ottobre 2024.

## Descrizione
Il brano, prodotto da Ray Michael Djan Jr., vede la partecipazione del rapper statunitense Trippie Redd. 

## Accoglienza
Thick of it è stata accolta negativamente dalla critica e dal pubblico, a causa della sua percepita "mancanza di profondità", con alcuni descrivendola come "generica" e "priva di sostanza". KSI ha risposto alle varie critiche con un video dicendo che l'odio per la sua canzone fosse forzato. 

## Successo commerciale
Nonostante un'accoglienza negativa, il singolo ha debuttato nelle classifiche di 10 paesi, raggiungendo il primo posto nei Paesi Bassi.

## Premi e riconoscimenti
- 2025, BRIT Award
  - Song of the Year (nominato)[9]

## Classifiche
| Classifica (2024) | Posizione massima |
| ----------------- | ----------------- |
| Australia         | 29                |
| Canada            | 31                |
| Irlanda           | 14                |
| Islanda           | 28                |
| Norvegia          | 17                |
| Nuova Zelanda     | 17                |
| Paesi Bassi       | 1                 |
| Regno unito       | 6                 |
| Singapore         | 28                |
| Svezia            | 48                |

## Date di pubblicazione
| Paese  | Data            | Formato                      | Etichetta                      | Versione              | Nota   |
| Mondo  | 3 ottobre 2025  | Download digitale, streaming | Atlantic Records, Warner Music | Originale             | [ 5 ]  |
| Mondo  | 8 ottobre 2025  | Download digitale, streaming | Atlantic Records, Warner Music | All Speeds Considered | [ 20 ] |
| Italia | 18 ottobre 2025 | Contemporary hit radio       | Warner Music Italy             | Originale             | [ 21 ] |
| Mondo  | 1 novembre 2024 | Download digitale, streaming | Atlantic Records, Warner Music | NLE Choppa Remix      | [ 22 ] |
| ------ | --------------- | ---------------------------- | ------------------------------ | --------------------- | ------ |